# 津和野百景図
津和野百景図（つわのひゃっけいず）は、津和野藩第11代藩主・亀井茲監（かめいこれみ）公の業績を集大成した「以曽志乃屋文庫（いそしのやぶんこ）」に収められていた、江戸時代後期の津和野を描いた100枚の絵図である。
1910年（明治43年）4月に津和野藩の御数寄屋番の栗本格齋（本名：栗本里治）が4年の歳月をかけ百景図（全5巻）を完成させた。
2015年（平成27年）に文化庁により、この「津和野百景図」と、現在の津和野の姿とを見比べながらまち歩きを楽しむというストーリーが日本遺産に認定された。

## 概要
石見国津和野藩である亀井家14代目当主亀井茲常（かめいこれつね）が、最後の藩主であった亀井茲監の業績をまとめさせた「以曽志乃屋文庫（いそしのやぶんこ）」、その中に収められた文書のひとつが津和野百景図である。藩内の名所や風俗、食文化などを100枚の絵と詳細な解説を加えた全5巻の構成となっている。1巻の幅は約30㎝、広げると長さは約10メートルになる。
津和野百景図は、藩主の側に仕えて茶礼と茶器を扱う仕事（御数寄屋番）を努めた栗本格齋が、亀井家の依頼を受けてまとめ、1917年（大正6年）7月に完成させた。
「鷺舞」「流鏑馬」「津和野城跡」「津和野藩校養老館」など、津和野ならではの街並みや伝統行事、桜や紅葉の名所、鮎が泳ぐ川など自然景観を残した資料である。

## 沿革
栗本格齋は1845年（弘化2年）に生まれ、後に栗本家の養子となり、津和野藩に御数寄屋番として仕えた。廃藩後、1896年（明治29年）に津和野を出て京都へ移った。津和野百景図は、京都に栗本格齋が移り住んだ後に亀井家14代当主亀井茲常からの依頼で描かれたものである。
津和野百景図の各絵図裏面の解説文には1910年（明治43年）、1911年（明治45年）、1913年（大正2年）の月が示されていることから、1910年から1913年の4年間で描かれたことがわかり、津和野百景図の序文から、1917年（大正6年）7月までにまとめられたことがわかる。
津和野百景図は亀井家が所蔵した「以曽志乃屋文庫」に収められ、2002年（平成14年）に亀井氏から津和野町教育委員会に寄贈された。

## 目録
津和野百景図の目録は以下の通りである。
| 巻     | 図     | タイトル                       | よみがな                                         |
| ------ | ------ | ------------------------------ | ------------------------------------------------ |
| 第一帖 | 一     | 三本松城                       | さんぼんまつじょう                               |
| 第一帖 | 二     | 三本松城出丸                   | さんぼんまつじょうでまる                         |
| 第一帖 | 三     | 御城坂吉野杉                   | おしろざかよしのすぎ                             |
| 第一帖 | 四     | 勢留り                         | せいだまり                                       |
| 第一帖 | 五     | 城山の松茸                     | しろやまのまつたけ                               |
| 第一帖 | 六     | 半峯亭                         | はんぼうてい                                     |
| 第一帖 | 七     | 侯館前の射場                   | こうかんまえのしゃば                             |
| 第一帖 | 八     | 釣月                           | つりづき                                         |
| 第一帖 | 九     | 侯家庭園内の蘇鉄               | こうけていえんないのそてつ                       |
| 第一帖 | 十     | 侯家庭園の梅林                 | こうけていえんのばいりん                         |
| 第一帖 | 十一   | 御園内の花菖蒲                 | ごえんないのはなしょうぶ                         |
| 第一帖 | 十二   | 藩侯館前                       | はんこうかんまえ                                 |
| 第一帖 | 十三   | 藩侯邸前より中嶋米廩を望むの図 | はんこうていまえよりなかじまこめぐらをのぞむのず |
| 第一帖 | 十四   | 藩侯館錦川のいだ               | はんこうかんにしきがわのいだ                     |
| 第一帖 | 十五   | 御屋敷北の御門                 | おやしききたのごもん                             |
| 第一帖 | 十六   | 彌榮神社                       | やさかじんじゃ                                   |
| 第一帖 | 十七   | 祇園會鷺舞                     | ぎおんえさぎまい                                 |
| 第一帖 | 十八   | 祇園會車藝                     | ぎおんえくるまげい                               |
| 第一帖 | 十九   | 祇園會に扮する流鏑馬           | ぎおんえにふんするやぶさめ                       |
| 第一帖 | 二十   | 祇園會通り物の内エゝ聟         | ぎおんえとおりもののうちええむこ                 |
| 第二帖 | 二十一 | 太皷谷稲成社                   | たいこだにいなりしゃ                             |
| 第二帖 | 二十二 | 大橋                           | おおはし                                         |
| 第二帖 | 二十三 | 殿町                           | とのまち                                         |
| 第二帖 | 二十四 | 養老館内馬術練習               | ようろうかんないばじゅつれんしゅう               |
| 第二帖 | 二十五 | 牧氏の孟宗竹                   | まきしのもうそうだけ                             |
| 第二帖 | 二十六 | 殿町総門                       | とのまちそうもん                                 |
| 第二帖 | 二十七 | 永明寺坂                       | よいうめいじざか                                 |
| 第二帖 | 二十八 | 覚王山永明寺                   | かくおうざんようめいじ                           |
| 第二帖 | 二十九 | 蕪坂                           | かぶさか                                         |
| 第二帖 | 三十   | 原                             | はら                                             |
| 第二帖 | 三十一 | 常盤橋                         | ときわばし                                       |
| 第二帖 | 三十二 | 鷲原口屋外と                   | わしばらくちやそと                               |
| 第二帖 | 三十三 | 鷲原崖の端                     | わしばらがけのはし                               |
| 第二帖 | 三十四 | 鷲原大夜燈                     | わしばらだいやとう                               |
| 第二帖 | 三十五 | 鷲原八幡宮其の他               | わいばらはちまんぐうそのた                       |
| 第二帖 | 三十六 | 鷲原のやつさ                   | わしばらのやつさ                                 |
| 第二帖 | 三十七 | 鷲原愛宕神社の大杉             | わしばらあたごじんじゃのおおすぎ                 |
| 第二帖 | 三十八 | 鷲原馬場                       | わしばらばば                                     |
| 第二帖 | 三十九 | 鷲原の桜                       | わしばらのさくら                                 |
| 第二帖 | 四十   | 鷲原の紅葉                     | わしばらのこうよう                               |
| 第三帖 | 四十一 | 鷲原時雨の松                   | わしばらしぐれのまつ                             |
| 第三帖 | 四十二 | 鷲原片枝の松                   | わしばらかたえだのまつ                           |
| 第三帖 | 四十三 | 鷲原幸栄寺                     | わしなばらこうえいじ                             |
| 第三帖 | 四十四 | 幸栄寺の隠棲                   | こうえいじのいんせい                             |
| 第三帖 | 四十五 | 喜時雨崖                       | きじゅうがけ                                     |
| 第三帖 | 四十六 | 喜時雨庄屋の前                 | きじゅうしょうやのまえ                           |
| 第三帖 | 四十七 | 縣社津和野神社                 | けんしゃつわのじんじゃ                           |
| 第三帖 | 四十八 | 瓦釜の松                       | かわらがまのまつ                                 |
| 第三帖 | 四十九 | 喜時雨瓦釜脇仮橋               | きじゅうかわらがまわきかりばし                   |
| 第三帖 | 五十   | 喜時雨寛助谷                   | きじゅうかんすけだに                             |
| 第三帖 | 五十一 | 幾久鴨御猟場                   | いくさかもごりょうば                             |
| 第三帖 | 五十二 | 藩侯幾久鴨御猟略供             | はんこういくさがもごりょうりゃくきょう           |
| 第三帖 | 五十三 | 幾久の峠                       | いくさのとうげ                                   |
| 第三帖 | 五十四 | 高田の四方藪                   | たかたのしほうやぶ                               |
| 第三帖 | 五十五 | 高田山のほとゝぎす             | たかたやまのほととぎす                           |
| 第三帖 | 五十六 | 白糸の滝                       | しらいとのたき                                   |
| 第三帖 | 五十七 | 神田潜り岩                     | じんでくぐりいわ                                 |
| 第三帖 | 五十八 | 茶臼山                         | ちゃうすやま                                     |
| 第三帖 | 五十九 | 陶ケ嶽                         | すえがたけ                                       |
| 第三帖 | 六十   | 野坂                           | のさか                                           |
| 第四帖 | 六十一 | 桂川の川柳                     | かつらがわのかわやなぎ                           |
| 第四帖 | 六十二 | 中座庚申堂                     | なかざこうしんどう                               |
| 第四帖 | 六十三 | 高崎邸                         | こうさきてい                                     |
| 第四帖 | 六十四 | 高崎の松                       | こうさきのまつ                                   |
| 第四帖 | 六十五 | 横堀米廩                       | ほこぼりこめぐら                                 |
| 第四帖 | 六十六 | 上中島より原の裏を望む         | かみなかじまよりはらのうらをのぞむず             |
| 第四帖 | 六十七 | 鳴滝                           | なるたき                                         |
| 第四帖 | 六十八 | 堀内御番所の景                 | ほりうちごばんしょのけい                         |
| 第四帖 | 六十九 | 森の本町下モ手                 | もりのもとまちしもて                             |
| 第四帖 | 七十   | 森総門                         | もりそうもん                                     |
| 第四帖 | 七十一 | 松林山天満宮                   | しょうりんざんてんまんぐう                       |
| 第四帖 | 七十二 | 天神祭                         | てんじんさい                                     |
| 第四帖 | 七十三 | 三軒屋の夕立                   | さんげんやのゆうだち                             |
| 第四帖 | 七十四 | 寺田の蛍狩                     | てらだのほたるがり                               |
| 第四帖 | 七十五 | 松尾谷の景                     | まつおだにのけい                                 |
| 第四帖 | 七十六 | 七曲りの釣魚                   | ななまがりのつりうお                             |
| 第四帖 | 七十七 | 小直の雄瀧                     | おただのおんだき                                 |
| 第四帖 | 七十八 | 小直の雌滝                     | おただのめんだき                                 |
| 第四帖 | 七十九 | 龍法師の塒                     | りゅうぼうしのねぐら                             |
| 第四帖 | 八十   | 妹山の景                       | いもやまのけい                                   |
| 第五帖 | 八十一 | 青野の景                       | あおののけい                                     |
| 第五帖 | 八十二 | 青野の虹                       | あおののにじ                                     |
| 第五帖 | 八十三 | ごんどうじの蕨                 | ごんどうじのわらび                               |
| 第五帖 | 八十四 | きまんごくの景                 | きまんごくのけい                                 |
| 第五帖 | 八十五 | 吉賀の猪                       | よしがのいのしし                                 |
| 第五帖 | 八十六 | 左鐙の香魚                     | さぶみのあゆ                                     |
| 第五帖 | 八十七 | 枕瀬の渡舩場                   | まくらせのとせんば                               |
| 第五帖 | 八十八 | 徳丈の峠                       | とくじょうのとうげ                               |
| 第五帖 | 八十九 | 青原驛                         | あおはらえき                                     |
| 第五帖 | 九十   | 横田の渡船場                   | よこたのとせんば                                 |
| 第五帖 | 九十一 | 高津の渡船場                   | たかつのとせんば                                 |
| 第五帖 | 九十二 | 高津人麻呂神社                 | たかつひとまろじんじゃ                           |
| 第五帖 | 九十三 | 高津の筆柿及筆艸               | たかつのふでがきおよびふでくさ                   |
| 第五帖 | 九十四 | 高津蟠竜湖                     | たかつばんりゅうこ                               |
| 第五帖 | 九十五 | 高津連理の松                   | たかつれんりのまつ                               |
| 第五帖 | 九十六 | 年始家中出殿                   | ねんし家中しゅつでん                             |
| 第五帖 | 九十七 | 正月十五日の黒塗り             | しょうがつじゅうごにちのくろぬり                 |
| 第五帖 | 九十八 | 御旗上覧                       | みはたじょうらん                                 |
| 第五帖 | 九十九 | 盆踊                           | ぼんおどり                                       |
| 第五帖 | 百     | 主侯の遠馬                     | しゅこうのとうま                                 |

## 活用事例

### 津和野町日本遺産センター
2015年4月、「津和野今昔〜百景図を歩く〜」が日本遺産に認定され、同年10月には津和野町日本遺産センターが開館した。
センターでは、津和野百景図の複製展示や説明パネル、現代の写真との比較展示が行われており、百景図に描かれた伝統文化の解説や衣装、映像を通じて、津和野の魅力と歴史を学ぶことができる。 2階は展示スペースとして利用されており、企画展が定期的に開催される。
2022年5月21日に入館者10万人を達成した。

### 日本遺産認定に関する沿革
- 2015年4月24日　文化庁から「津和野百景図」を素材とした「津和野今昔〜百景図を歩く〜」が日本遺産に認定される[16][17]。
- 2021年7月16日　文化庁より、認定取り消しの可能性がある「再審査」の対象となる[18]。
- 2021年8月26日　行政主体だった津和野町日本遺産推進協議会を発展的に解散し、島根県津和野町商工会など官民6団体により、津和野町日本遺産活用推進協議会を新たに立ち上がる[19]。
- 2022年1月14日　文化庁より日本遺産の「条件付き認定」となる[20]。
- 2025年2月4日　文化庁より日本遺産の「重点支援地域」となる[21]。